# Henri Rollan
Pour les articles homonymes, voir Rollan.
Henri Martine dit Henri Rollan, né le 23 mars 1888 dans le 15e arrondissement de Paris et mort le 23 juin 1967 dans le 2e arrondissement, est un acteur et metteur en scène de théâtre français, sociétaire de la Comédie-Française.

## Biographie
Fils d'un employé des Postes, il entre à la Comédie-Française en 1917 et en part en 1918 avant un nouvel engagement en 1948 et un sociétariat en 1960.
Professeur du Conservatoire, il a formé Jean-Paul Belmondo, Pierre Vaneck, Robert Hirsch, Annie Girardot, Claude Giraud.
Il a eu trois enfants : Claude Martine, écrivaine et première épouse de l'écrivain Jacques Laurent, qu'il a reconnue, Marina Daymon (née en 1943), de sa liaison avec la comédienne Claude May, fille qu'il n'a pas reconnue et Patrick Vilbert (né en 1953), avocat, de sa très brève liaison en 1952 avec la comédienne Suzanne Vilbert, fils qu'il n'a pas reconnu non plus.

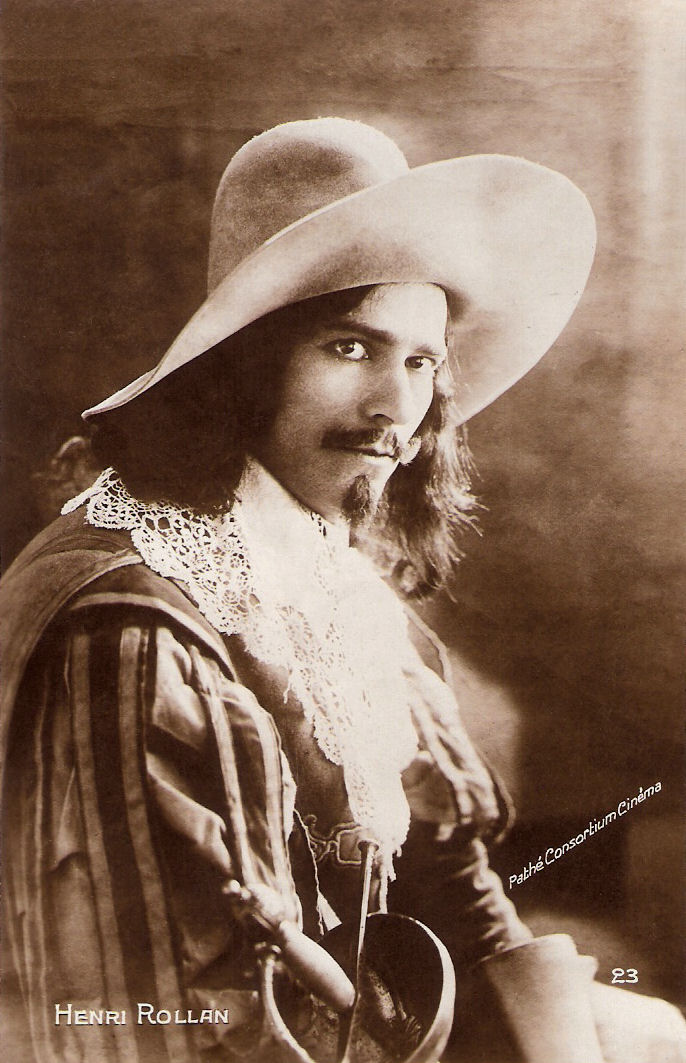
Henri Rollan interprétant Athos dans Les Trois Mousquetaires, film sorti en 1921.

## Filmographie
- 1910 : L'Héritière de Henri Pouctal
- 1910 : L'Amour et le temps de Michel Carré
- 1912 : Sur la corde raide
- 1913 : L'Absent de Albert Capellani
- 1913 : Jeanne la maudite de Georges Denola
- 1913 : L'Enfant de la folle de Georges Denola
- 1913 : Sur le câble aérien - production Lectrice-films
- 1914 : Le Chevalier de Maison-Rouge d'Albert Capellani
- 1918 : Le Baron mystère de Maurice Challiot
- 1921 : Les Trois Masques de Henry Krauss
- 1921 : Les Trois Mousquetaires de Henri Diamant-Berger : Athos
- 1922 : Mimi Trottin de Henri Andréani
- 1922 : Le Sang d'Allah de Luitz-Morat
- 1922 : Vingt Ans après de Henri Diamant-Berger : Athos
- 1923 : Paris qui dort de René Clair
- 1924 : L'Emprise de Henri Diamant-Berger : Pierre Dubreuil
- 1931 : Sola de Henri Diamant-Berger : Jeff
- 1932 : Les Trois Mousquetaires de Henri Diamant-Berger : Athos
- 1932 : Clair de lune de Henri Diamant-Berger
- 1933 : Primerose de René Guissart
- 1933 : Le Maître de forges de Fernand Rivers
- 1934 : Miquette et sa mère - uniquement coréalisateur avec Maurice et Henri Diamant-Berger
  - La Flambée de Jean de Marguenat
  - L'Aventurier de Marcel L'Herbier : André Vareze
  - Le Scandale de Marcel L'Herbier : Maurice Ferioul
- 1935 : La Marche nuptiale de Mario Bonnard
  - La Gondole aux chimères d'Augusto Genina
  - Les Mystères de Paris de Félix Gandéra
  - Le Clown Bux de Jacques Natanson
  - Sous la terreur de Giovacchino Forzano et Marcel Cohen
  - Marie des Angoisses de Michel Bernheim
- 1936 : Femmes de Bernard Roland
  - La Garçonne de Jean de Limur
  - La Tentation de Pierre Caron
- 1937 : Les Anges noirs de Willy Rozier
- 1938 : Petite Peste de Jean de Limur
  - Le Cœur ébloui de Jean Vallée
  - Giuseppe Verdi / Le Roman d'un génie de Carmine Gallone
- 1941 : Méphisto 41 de René Delacroix - court métrage -
  - Sur les chemins de Lamartine de Jean Tedesco (voix)
- 1942 : Coup de feu dans la nuit de Robert Péguy
- 1943 : Un visage...cent visages ! de Elie de Fort-Barcourt - court métrage -
- 1948 : Ceux du Tchad de Georges Régnier - court métrage - il est inclus dans le long métrage d'archive intitulé Leclerc
- 1949 : Les Nouveaux Maîtres de Paul Nivoix
- 1949 : Le Cas du docteur Galloy de Maurice Téboul
- 1951 : Barbe-bleue de Christian-Jaque
- 1951 : Fanfan la tulipe de Christian-Jaque
- 1951 : Buridan, héros de la Tour de Nesle de Émile Couzinet
- 1951 : Les Joueurs de Claude Barma - moyen métrage -
- 1953 : Les Amoureux de Marianne de Jean Stelli
- 1956 : Les Aventures d'Arsène Lupin de Jacques Becker
- 1956 : En votre âme et conscience, épisode L'Affaire Hugues de Jean Prat
- 1961 : 21, rue Blanche à Paris de Quinto Albicocco et Claude-Yvon Leduc - documentaire, participation -

## Théâtre

### Comédien
- 1906 : Jules César de William Shakespeare, mise en scène André Antoine, Théâtre de l'Odéon
- 1907 : La Maison des juges de Gaston Leroux, mise en scène André Antoine, Théâtre de l'Odéon
- 1907 : Chatterton de Alfred de Vigny, mise en scène André Antoine, Théâtre de l'Odéon
- 1909 : La Mort de Pan d'Alexandre Arnoux, mise en scène André Antoine, Théâtre de l'Odéon
- 1909 : Beethoven de René Fauchois, mise en scène André Antoine, Théâtre de l'Odéon
- 1909 : Les Grands de Pierre Veber et Serge Basset, Théâtre de l'Odéon
- 1913 : Alsace de Gaston Leroux et Lucien Camille, Théâtre Fémina
- 1917 : Athalie de Jean Racine, Comédie-Française : un lévite
- 1918 : Le Mariage de Figaro de Beaumarchais, Comédie-Française : Grippesoleil
- 1918 : Lucrèce Borgia de Victor Hugo, Comédie-Française
- 1921 : Le Dieu d'argile d'Édouard Schneider, Théâtre Antoine
- 1922 : Judith de Henry Bernstein, Théâtre du Gymnase
- 1923 : L'Esclave errante de Henry Kistemaeckers, Théâtre de Paris
- 1924 : La Danse de minuit de Charles Méré, mise en scène Victor Francen, Théâtre de Paris
- 1924 : La Tentation de Charles Méré, mise en scène Véra Sergine, Théâtre de Paris
- 1925 : La nuit est à nous de Henry Kistemaeckers, Théâtre de Paris
- 1928 : Le Carnaval de l'amour de Charles Méré, mise en scène Émile Couvelaine, Théâtre de la Porte-Saint-Martin
- 1928 : Napoléon IV de Maurice Rostand, mise en scène Émile Couvelaine, Théâtre de la Porte-Saint-Martin
- 1932 : Bérénice de Racine, Théâtre Antoine
- 1932 : Édition spéciale de Louis Weitzenhorn, Théâtre des Ambassadeurs
- 1934 : Un roi, deux dames et un valet de François Porche, Comédie des Champs-Élysées
- 1936 : Europe de Maurice Rostand, Théâtre Pigalle
- 1936 : Napoléon unique de Paul Raynal, mise en scène Jacques Copeau, Théâtre de la Porte-Saint-Martin
- 1937 : Le Mari singulier de Luc Durtain, Théâtre de l'Odéon
- 1938 : Duo de Paul Géraldy, mise en scène Jean Wall, Théâtre Saint-Georges
- 1940 : Elvire de Henry Bernstein, Théâtre des Ambassadeurs
- 1943 : Fils de personne d'Henry de Montherlant, mise en scène Pierre Dux, Théâtre Saint-Georges
- 1945 : Le Fleuve étincelant de Charles Morgan, mise en scène Jean Mercure, Théâtre Pigalle
- 1945 : Rebecca de Daphne du Maurier, mise en scène Jean Wall, Théâtre de Paris
- 1946 : Valérie de Eddy Ghilain, mise en scène Jean Wall, Théâtre de Paris
- 1947 : La Descente aux enfers de Madame Simone, mise en scène Georges Douking, Théâtre Pigalle
- 1947 : Nuits noires de John Steinbeck, mise en scène Henri Rollan, Théâtre Saint-Georges
- 1948 : Le Maître de Santiago d'Henry de Montherlant, mise en scène Paul Œttly, Théâtre Hébertot, Théâtre royal du Parc Bruxelles
- 1948 : Sapho d'Alphonse Daudet et Auguste Belot, mise en scène Gaston Baty, Comédie-Française
- 1948 : Aimer de Paul Géraldy, mise en scène Henri Rollan, Comédie-Française
- 1949 : L'Inconnue d'Arras d'Armand Salacrou, mise en scène Gaston Baty, Comédie-Française
- 1949 : Le Soulier de satin de Paul Claudel, mise en scène Jean-Louis Barrault, Comédie-Française
- 1949 : Le Roi de Robert de Flers et Gaston Arman de Caillavet, mise en scène Jacques Charon, Comédie-Française
- 1949 : La Tragédie du roi Richard II de William Shakespeare, mise en scène Jean Vilar, Festival d'Avignon
- 1949 : Le Cid de Corneille, mise en scène Jean Vilar, Festival d'Avignon
- 1949 : Pasiphaé d'Henry de Montherlant, mise en scène Jean Vilar, Festival d'Avignon
- 1949 : Jeanne la Folle de François Aman-Jean, mise en scène Jean Meyer, Comédie-Française au Théâtre de l'Odéon
- 1950 : Othello de William Shakespeare, mise en scène Jean Meyer, Comédie-Française
- 1950 : L'Otage de Paul Claudel, mise en scène Henri Rollan, Comédie-Française
- 1950 : Un conte d'hiver de William Shakespeare, mise en scène Julien Bertheau, Comédie-Française
- 1950 : Les Caves du Vatican d'André Gide, mise en scène Jean Meyer, Comédie-Française
- 1951 : Madame Sans Gêne de Victorien Sardou, mise en scène Georges Chamarat, Comédie-Française
- 1951 : Le Veau gras de Bernard Zimmer, mise en scène Julien Bertheau, Comédie-Française
- 1951 : Donogoo de Jules Romains, mise en scène Jean Meyer, Comédie-Française
- 1952 : Hernani de Victor Hugo, mise en scène Henri Rollan, Comédie-Française
- 1952 : Les Nuées d'Aristophane, mise en scène Socrato Carandinos, Comédie-Française
- 1952 : Roméo et Juliette de William Shakespeare, mise en scène Julien Bertheau, Comédie-Française
- 1952 : La Coupe enchantée de Jean de La Fontaine et Champmeslé, mise en scène Jacques Clancy, Comédie-Française
- 1953 : Monsieur Le Trouhadec saisi par la débauche de Jules Romains, mise en scène Jean Meyer, Comédie-Française
- 1954 : Le Bourgeois gentilhomme de Molière, mise en scène Jean Meyer, Comédie-Française
- 1955 : Port-Royal de Henry de Montherlant, mise en scène Jean Meyer, Comédie-Française
- 1955 : Est-il bon ? Est-il méchant ? de Denis Diderot, mise en scène Henri Rollan, Comédie-Française
- 1958 : Le Maître de Santiago de Henry de Montherlant, mise en scène Henri Rollan, Comédie-Française
- 1960 : Le Cardinal d'Espagne de Henry de Montherlant, mise en scène Jean Mercure, Comédie-Française
- 1960 : Ruy Blas de Victor Hugo, mise en scène Raymond Rouleau, Comédie-Française
- 1962 : La Fourmi dans le corps de Jacques Audiberti, mise en scène André Barsacq, Comédie-Française
- 1962 : L'Avare de Molière, mise en scène Jacques Mauclair, Comédie-Française
- 1963 : La Mort de Pompée de Corneille, mise en scène Jean Marchat, Comédie-Française
- 1963 : La Foire aux sentiments de Roger Ferdinand, mise en scène Raymond Gérôme, Comédie-Française
- 1964 : Donogoo de Jules Romains, mise en scène Jean Meyer, Comédie-Française
- 1964 : Le Carrosse du Saint-Sacrement de Prosper Mérimée, mise en scène Jean Marchat, Comédie-Française
- 1965 : Le Songe d'une nuit d'été de Shakespeare, mise en scène Jacques Fabbri, Comédie-Française

### Metteur en scène
- 1945 : Les Hauts de Hurlevent d'après Emily Brontë, Théâtre Hébertot
- 1947 : Nuits noires de John Steinbeck, Théâtre Saint-Georges
- 1948 : Aimer de Paul Géraldy, Comédie-Française
- 1950 : L'Otage de Paul Claudel, Comédie-Française
- 1951 : Antigone de Sophocle, Comédie-Française
- 1952 : Hernani de Victor Hugo, Comédie-Française
- 1953 : Dardamelle ou le Cocu d'Émile Mazaud, Comédie-Française
- 1954 : Le Seigneur de San Gor de Gloria Alcorta, mise en scène avec Jacques Mauclair, Théâtre des Arts
- 1955 : Élizabeth, la femme sans homme d'André Josset, Comédie-Française
- 1955 : Est-il bon ? Est-il méchant ? de Denis Diderot, Comédie-Française
- 1956 : Le Miroir d'Armand Salacrou, Théâtre des Ambassadeurs
- 1958 : Le Maître de Santiago d'Henry de Montherlant, Comédie-Française
- 1960 : Knock ou le triomphe de la médecine de Jules Romains, Théâtre Hébertot
- 1963 : Fils de personne, L'Embroc, La Ville dont le prince est un enfant d'Henry de Montherlant, Théâtre des Mathurins
- 1966 : Les Monstres sacrés de Jean Cocteau, Théâtre des Ambassadeurs